# Муніципалізація
Муніципалізація — передача об'єктів державної або приватної власності в муніципальну власність.